# Джунуд аш-Шам (Сирия)
Джунуд аш-Шам (араб. جنود أشام‎; Воины Шама) — чеченская суннитская военная бригада, участвует на гражданской войне в Сирии на стороне повстанцев, состоит преимущественно из чеченцев. Запрещена на территории России и внесена ею в список террористических организаций.

## История
Образована в 2012 году во время гражданской войны в Сирии для участия в боевых действиях на стороне сирийской оппозиции. «Джунуд аш-Шам» в основном состоит из чеченских джихадистов, в её рядах также есть иностранцы.
Группа в основном действует в провинциях Идлиб и Латакия, находящихся под контролем сирийских повстанцев. Её возглавляет Муслим Маргошвили, участник чеченских войн, известный как Муслим Абу Валид аш-Шишани (имя Абу Валид позаимствовано у саудовского командира боевиков Абу аль-Валида). Заместитель Муслима известен как Абу Тураб Шишани. Амир группы Муслим Шишани не раз обвинялся в связях с ИГ, но сам он неоднократно заявлял, что не связан с террористической группировкой ИГ.
В отличие от многих других исламистских и повстанческих группировок в Сирии, «Джунуд аш-Шам» с самого начала действует автономно. Многие из её членов присягнули ИГ и покинули «Джунуд аш-Шам» в 2014 году, остальная часть группы осталась верна Муслиму Шишани.
Группа принимала участие в боях в Латакии, Алеппо, Идлибе. В сентябре 2016 года Джунуд аш-Шам участвовал в наступлении повстанцев в провинции Хама. Между тем появились сомнительные сообщения о том, что группа распалась в результате вооруженных столкновений с «Ахрар аш-Шам» и что многие чеченские джихадисты якобы перешли в «Аджнад аль-Кавказ», однако это было уровне слухов.
В 2021 году многочисленные российские и иностранные СМИ сообщали о вооруженных столкновениях между «Джунуд аш-Шам» и группировкой «Хайят Тахрир аш-Шам», вызванных нежеланием Муслима Шишани подчиняться лидеру ХТШ Абу Мухаммаду аль-Джулани, чуть позже стало известно, что руководство группировок договорилось и противостояние между ними, длившееся несколько месяцев, закончилось мирным соглашением. Согласно этой договоренности, лидер Джунуд аш-Шам Муслим аш-Шишани покинул район Джабаль аль-Туркман в сопровождении около 70 своих сторонников.
Изначально численность бригады составляла до 1500 человек.